# Schloss Burglinster

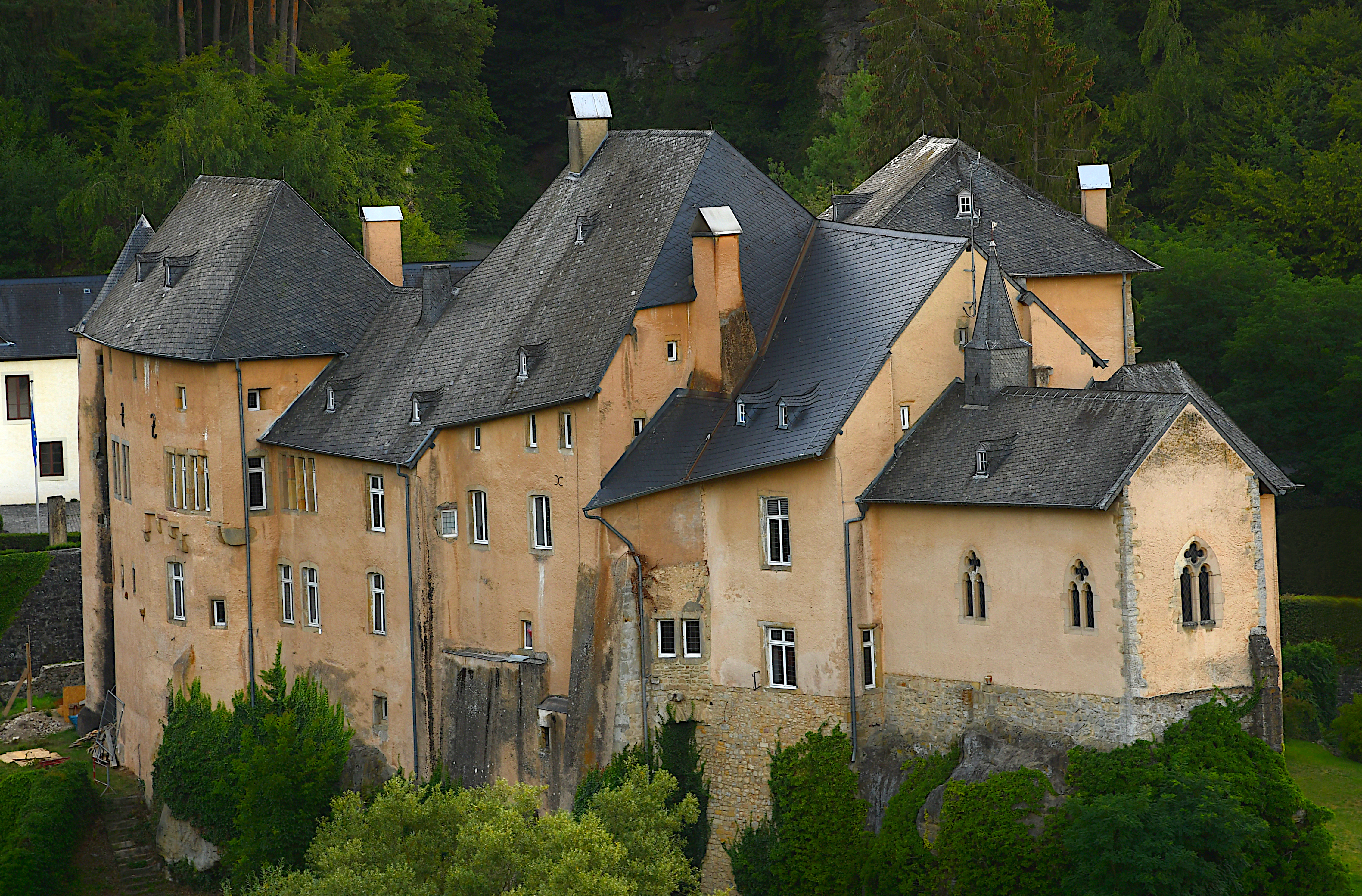
Schloss Burglinster (Ostseite)

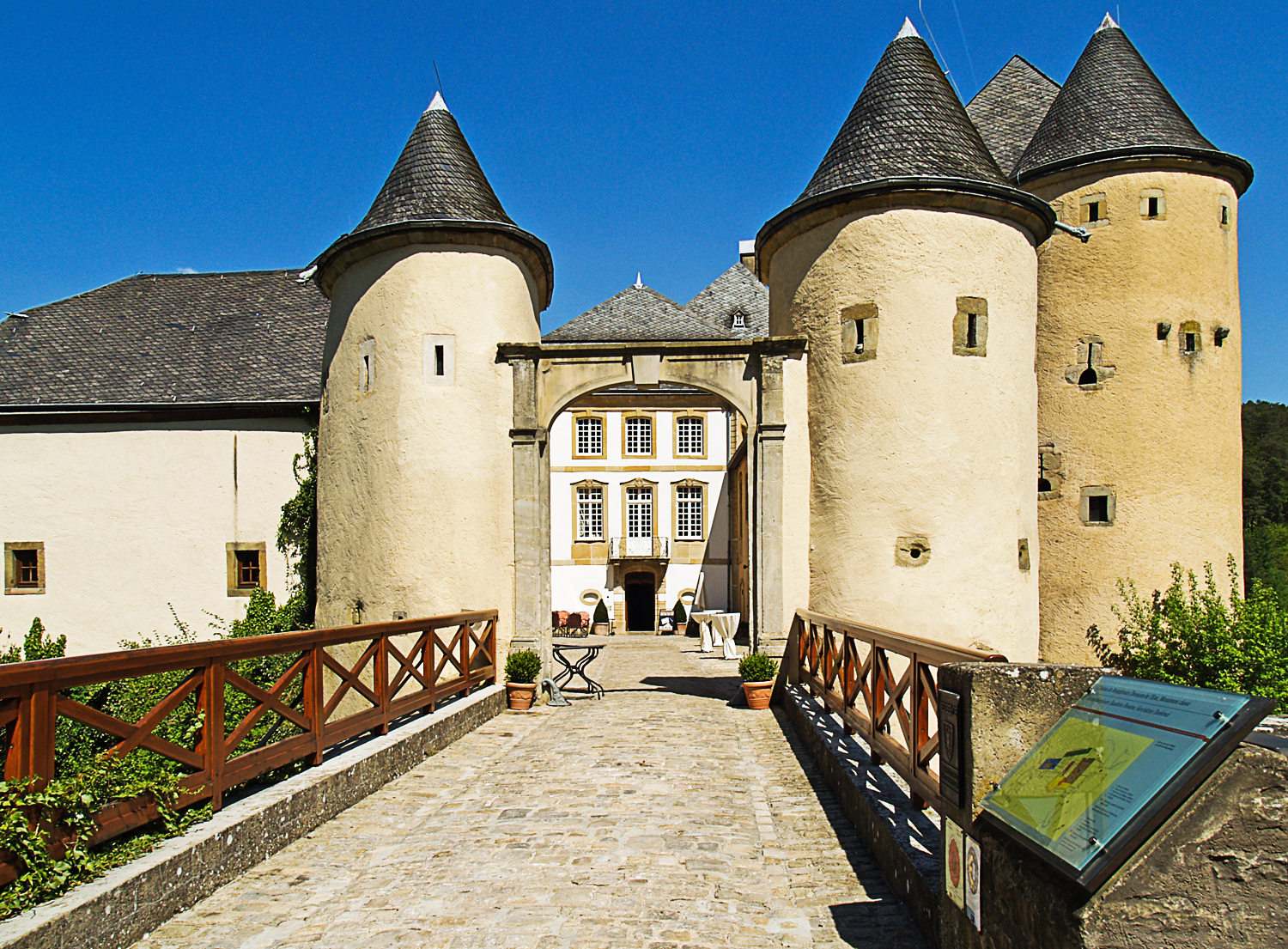
Schloss Burglinster (Westseite)

Schloss Burglinster befindet sich in Burglinster, einem Ortsteil von Junglinster im Großherzogtum Luxemburg. Heute beherbergt das Schloss Restaurants und verschiedene Veranstaltungsräume.

## Geschichte
1231 vergab Gräfin Ermesinde von Luxemburg die Burg als Lehen an Beatrix von Linster und Dietrich von Fentsch, Seneschall von Luxemburg. Mitte des 14. Jahrhunderts war die Burg im Besitz der Familie von Orley. Im 15. Jahrhundert lebten die Familien von Orley, von Hammerstein und von Bettstein in dem mit der Zeit erweiterten Komplex.
1527 verbanden sich die Familien Metzenhausen und Orley. Heinrichs Sohn Dietrich von Metzenhausen (Thierry de Metzenhausen), Statthalter des Herzogtums Luxemburg, heiratete Johanna von Orley. Von Karl V. erhielt er die ganze Herrschaft Linster mit der obersten Gerichtsbarkeit als Lehen. Die Burg gehörte seitdem ganz den von Metzenhausen und blieb bis ins 18. Jahrhundert in deren Besitz.
Anfang der 1540er Jahre wurde die Burg während des Krieges zwischen Karl V. und Franz I. zerstört. 1548 begann der Wiederaufbau im Stil der Renaissance.
Während der Auseinandersetzungen Frankreichs unter Ludwig XIV. mit den Niederlanden kam es 1682 bis 1684 wiederum zu Zerstörungen. Im 18. Jahrhundert entstanden barocke Erweiterungen.
1968 erwarb der Staat Luxemburg das Schloss, das bis 1988 restauriert wurde. Seit 1982 kümmert sich die Vereinigung „Frënn vum Bierger Schlass“ um die kulturellen und touristischen Aspekte des Schlosses Burglinster.